# 船級協会
船級協会（せんきゅうきょうかい、英: Classification Society）は、船舶の船体・艤装・機関について、その構造や現状が良好な状態にあると認め、船級の登録に関する規則を定め、その検査を行う機関。

## 職務
船級協会は、船舶と設備の技術上の基準を定め、設計がこの基準に従っているように確認し、船舶と設備を建造から就役の過程で検査し、さらに就役後も繰り返し検査し続けて基準に沿っていることを保証する。この他にも、石油プラットフォームやその他の構造物、潜水艦などについても責任を持っている。検査ではディーゼルエンジン、消防用やビルジ排水用の大型で重要なポンプ、その他の船の機能にとって重要な機械類も対象となっている。こうした機材類の検査は、船体を建造している造船所から時にはかなり遠く離れた場所にある製造業者に出向いて行われることもある。
また、船籍国政府から検査を委任されることがあり、この場合は船級規則のみならず、船籍国政府の法律に基づいて検査を行う。さらに、船籍国政府が法律を定めていない事項については、国際海事機関の国際条約を船級協会が解釈して検査を行うこともある。ここでの解釈は国際船級協会連合の統一解釈によることが多い。

## 歴史
18世紀後半、商人や海上保険の業者など、船舶関連業務に従事する人間はロンドンにあるエドワード・ロイドのロイズコーヒーハウスにしばしば集まっていた。1760年に、このコーヒーハウスに集まっていた人々が、世界で最初の船級協会で、後にロイド船級協会となった船舶登録協会を設立した。協会の目的は、保険の対象となる船舶とその装備品を検査する独立機関となることであった。
その頃、毎年各船舶の状態を分類（classify）する試みがあった。建造時の状態やその後の継続的な健全性の判定に基づき、船の状態はA、E、I、O、Uの順番で分類された。またその装備品はG、M、Bの順で、good、middling、badと分類された。後にG、M、Bの分類は1、2、3に変わり、「A1」という言葉が「最上級の」という意味を表す語源となった。
最初のロイド船舶登録簿は1764年に発行され、1766年まで使用された。
ビューロー・ベリタスは1828年にアントウェルペンで設立され、1832年にパリへ移転した。ロイド船級協会は1834年に"Lloyd's Register of British and Foreign Shipping"に再編され、それまで引退した船長が検査していたものを、ロイド協会が専任の鑑定人を雇うようになり、また協会の運営を行い船舶建造と保守の規定を定める委員会を設置した。
ノルウェーの保険協会が1850年代後半から船舶建造に共通規則を適用したことから、1864年にデット・ノルスケ・ベリタス（DNV）が設立された。ドイツロイド船級協会（GL）は1867年に設立され、日本海事協会は1899年に設立されている。ロシア船級協会（RS）は、1913年に設置された河川水運の協会の一部門であった。
船級業務が発展してくるにつれて、いくつかの例外を除いては、異なる船級を取得する習慣はなくなった。今日では、船舶は関連する船級協会の規則にしたがっているかどうか、船級に含まれるか含まれないか判定されている。船級協会は、各船舶が航海に適しているかどうかは明言せず、単にその船級に適合しているかどうかのみ証明する。これは船級協会の法的な責任とある意味で関係している。
各船級協会は特殊な船舶や標準の船級を超えた基準を必要とする船舶向けの追加の判定基準を用意している。氷海航行用の基準（en:Ice class）などを参照。

## 現在の船級協会
現在では、ロイド船級協会、ビューローベリタス、アメリカ船級協会（ABS）などの多くの船級協会がある。
船級協会では、世界中の港やオフィスで、船舶鑑定人、材料技術者、配管技術者、機械技術者、科学技術者や電気技術者を擁している。
船舶や海上構造物は、その目的に応じて構造と設計の健全性を判定される。船級の基準は安定性、安全性、環境への影響について許容できる範囲に収まっていることを保証できるように規定されている。
全ての国家が、その国の国旗を掲揚している船舶や海上構造物に対してある一定の基準を満たすように定めている。多くの場合、国際船級協会連合（IACS）か欧州海上保安機関（EMSA）の加盟船級協会から船級を取得していれば、その船は基準を満たしているとみなす。エンジンやポンプなどの船の機能に重要な設備についても、旗国を代理して船級協会が発行する証明書を取得する必要がある。あるサイズより小さな機器についてはこの証明書から除かれている。
世界には50以上の船級協会が存在している。以下にその一部を示す。2013年9月にはデット・ノルスケ・ベリタスとドイツロイド船級協会が統合してDNV GLとなり、さらに2021年3月1日付でDNVに社名変更を行っている。
| 名称                                                                                             | 略号   | 設立年 | 本部                 | IACS加盟 | EMSA加盟 | 備考                                                  |
| ロイド船級協会（Lloyd's Register of Shipping）                                                   | LR     | 1760年 | ロンドン             | ○        | ○        |                                                       |
| ビューローベリタス（Bureau Veritas）                                                             | BV     | 1828年 | パリ                 | ○        | ○        |                                                       |
| イタリア船級協会（Registro Italiano Navale）                                                     | RINA   | 1861年 | ジェノヴァ           | ○        | ○        |                                                       |
| アメリカ船級協会（American Bureau of Shipping）                                                  | ABS    | 1862年 | ヒューストン         | ○        | ○        |                                                       |
| DNV船級協会（DNV AS）                                                                            | DNV    | 1864年 | オスロ               | ○        | ○        | 2013年9月にGLと合併してDNV GL、2021年3月にDNV社名変更 |
| ドイツロイド船級協会（Germanischer Lloyd）                                                       | GL     | 1867年 | ハンブルク           | ○        | ○        | 2013年9月にDNVと合併                                  |
| 日本海事協会（Nippon Kaiji Kyokai）                                                              | NK     | 1899年 | 東京                 | ○        | ○        |                                                       |
| ロシア船級協会 （Russian Maritime Register of Shipping /Российский морской регистр судоходства） | RS     | 1913年 | サンクトペテルブルク | ○        | ○        |                                                       |
| ギリシャ船級協会（Hellenic Register of Shipping）                                                | HR     | 1919年 | ピレウス             | -        | ○        |                                                       |
| ポーランド船級協会（Polski Rejestr Statkow）                                                     | PRS    | 1936年 | グダニスク           | 〇       | ○        |                                                       |
| クロアチア船級協会（Croatian Register of Shipping）                                              | CRS    | 1949年 | スプリト             | -        | -        |                                                       |
| 中国船級協会（China Classification Society）                                                     | CCS    | 1956年 | 北京                 | ○        | ○        |                                                       |
| 韓国船級協会（Korean Register of Shipping）                                                      | KR     | 1960年 | 大田                 | ○        | ○        |                                                       |
| インドネシア船級協会（Biro Klasifikasi Indonesia）                                               | BKI    | 1964年 | ジャカルタ           | -        | -        |                                                       |
| Registro Internacional Naval                                                                     | RINAVE | 1973年 | パリ                 | -        | ○        |                                                       |
| インド船級協会（Indian Register of Shipping）                                                    | IRS    | 1975年 | ムンバイ             | ○        | -        |                                                       |
| ブラジル船級協会（Brazilian Register of Shipping）                                               | RBNA   | 1982年 | リオデジャネイロ     | -        | -        |                                                       |
| 国際船級協会（International Register of Shipping）                                               | IROS   | 1993年 | マイアミ             | -        | -        |                                                       |
| イラン船級協会（Iranian Classification Society）                                                 | ICS    | 2007年 | テヘラン             | -        | -        |                                                       |

## 船級協会 （Classification Society）と検査会社（RO:Recognized Organizations）
日本語では船級協会と検査会社は同じ意味として使われるが、少なくとも英語では船級協会 （Classification Society）と検査会社（RO:Recognized Organizations）は同じ意味としては使われていない。英語を日本語に翻訳すると検査会社ではなく、認定代行機関となる。認定代行機関（recognized organization：以下、「RO」と言う）とは、SOLAS 条約（海上人命安全条約）やMARPOL 条約（海洋汚染防止条約）などの国際条約又は船籍国の国内規則に基づき検査を行い、証書を発給する権限を、当該船籍国政府から与えられた機関を言う。しかし全てのROが船級協会ではない。ROのウェブサイトには船級協会と同じように独自の規則がある、船級証書を発給するとか記載してあるが、明確な規則を持ってなかったり、船級証書を発給するための明確な基準がないROも存在する。IMOの要求として全てのROはISO9002、またはISO9000と同等の認定を受けている。ROに関する最低限の要求は「Resolutions A.739(18) on Guidelines for the authorization of organizations acting on behalf of the Administration」と「Resolutions A.789(19) on Specifications on the survey and certification functions of recognized organizations acting on behalf of the Administration」で明記されている。
しかしながらResolutions A.739(18)とResolutions A.789(19)の要求を満足していないROが存在する。ひどいROになるとResolutions A.789(19)の要求をほとんど守れていない。検査し、証書を発給した船舶がサブスタンダード船である割合が、ROが要求を満足していない根拠として判断できる。サブスタンダード船の問題は問題のあるROを承認した、そして/または問題のあるROの承認を取り消さない便宜置籍船国の責任でもあるが、RO責任がある。ROを評価するためのデーターの一つはMOUで公表される船舶出港停止命令を受けた船舶リストと年次レポートの「PERFORMANCE OF RECOGNIZED ORGANIZATION」である。
ヨーロッパでは船舶の重大事故をきっかけに船級及びROに対する具体的な基準や責任について議論されるようになった。1999年12月下旬にフランス沖で沈没した原油タンカーエリカ号の事故は船級システムの仕組みの明らかな不備を浮き彫りにした。結果として、新指令2001/105/ECが欧州理事会と欧州議会によって採択された。導入された主要な点は以下のとおりである。
- （1994 年の指令のように加盟国単体でなく）欧州委として、より直接的にRO の監査、監督に関与する。欧州委は、代行の認定と取り消しにも決定権限を有するようになる。
- 充分な安全性と汚染防止記録及び実績の評価のためのより洗練された基準が、代行の認定と維持の条件となった。特にRO の実績は、それが検査を担当する全船舶に対して船籍に関係なく評価される。評価は事故、損失、PSC 拘留データをもとに行われる。
- 代行の「認定」と「取り消し」の中間的な措置を監督当局がとれるようにするために、成績の悪いRO に対する新たな罰則が導入された。改正指令が施行された場合、代行を期限付き(1 年以内)で停止することができる。
- 船舶の船級が変更される場合の情報の引き継ぎ手続きを厳守するため、国際船級協会連合（IACS）の「船級変更協定（Transfer Of Class Agreement, TOCA）」の主要な諸条項が、この指令に組み込まれた。
- EU 内の船籍国のために法的権限を行使する場合、RO に適用される賠償責任条項に関する統一化が図られた。重過失の場合には、無限責任の原則が、それほど重大でないケースには有限責任が導入される[9]。

東京MOUの年次レポート2012によるともっとも酷い実績のUnion Bureau of Shippingは船級ではないが、カンボジア政府に承認されているRO（認定代行機関）である。2010年から2012年の東京MOUのレポートによるとUnion Bureau of Shippingは3年連続でワーストワンのROとなっている。